# AZERTY 자판

프랑스어 AZERTY 배열

AZERTY 자판은 프랑스, 벨기에남부와 다른 몇몇 나라에서 사용되는 자판 배열이다. QWERTY 자판 배열에서 조금만 달라져 있다.
- A 와 Q 의 위치가 뒤바뀜
- Z 와 W 의 위치가 뒤바뀜
- M 이 N 의 오른쪽에서 L 의 오른쪽으로 옮겨감 (QWERTY 자판의 콜론/세미콜론이 있는 곳)
- 숫자는 같은 칸에 있지만 항상 Shift 키를 눌러야 한다. 안 누른 것은 다른 용도에 쓰인다.

1. 많은 기호의 위치가 다르다.
2. 중요한 차이점은, 여러 액센트 문자를 제1열 중 숫자열의 기본 자리에 배열하고, 숫자는 그 열의 윗글자에 배열하였다.
3. Shiftlock 키보드는 Qwerty의 CapsLock과 마찬가지로 모든 Latin Alphabet 문자를 대문자로 입력하지만, 프랑스어 키보드는 여러 액센트 기호가 있는 제 1열을 타이핑하면 숫자가 연속으로 입력된다.

## AZERTY 자판에 관한 정보
두가지 주요 세부 사항이 있다.:

풀사이즈 윈도우용 프랑스어 AZERTY 배열

랩톱용 프랑스어 AZERTY 배열

- Alt Gr 키를 사용하여 3개 문자키의 오른쪽 아래에 표시되는 문자를 입력할 수 있다.
- Alt 키는 창에 영향을 미치는 명령의 바로가기로 사용되며, 특수 문자 입력 시 ASCII 코드와 함께 사용되기도 한다.

### 데드 키
데드 키(멈춤 키)는 키보드에 입력할 다음 문자의 모양을 수정하는 역할을 한다. 데드 키는 주로 모음에서 분음 부호를 입력하기 위해 사용된다.

#### 곡절 부호
곡절 부호(악상 시르콩플렉스)는 ^ 키 (대부분의 AZERTY 배열에서 P 오른쪽에 위치)를 먼저 누른 다음, 악센트가 필요한 모음 (y는 제외)를 눌러서 입력한다. 예를 들어 '^'를 입력하고 'a'를 입력하면 'â'가 출력된다.

#### 트레마
트레마는 ¨ 키 (대부분의 AZERTY 배열에서 Maj + ^ 키를 조합하여 입력)를 먼저 누른 다음, 악센트가 필요한 모음을 눌러서 입력한다. 예를 들어 '¨'를 입력하고 'a'를 누르면 'ä'가 출력된다.

#### 억음 부호
억음 부호(악상 그라브)는 매킨토시 키보드에서는 ` 키(프랑스 AZERTY 배열에서는 “ù” 키 오른쪽에 있음)로 입력하며, 일반 PC 키보드에서는 Alt Gr+è 조합으로 입력한다.
벨기에 AZERTY 배열에서 ` 키는 Alt Gr+µ 조합으로 입력한다. µ 키는 벨기에 AZERTY 키보드의 ù 키 오른쪽에 위치한다. 이후에 악센트가 필요한 모음을 입력한다.
프랑스어 맞춤법의 일부인 악상 그라브 문자 à è ù (및 악상 테귀 문자 é)는 자체 키가 있다. 데드 키로 조합하는 그라브 또는 테귀 문자(틸드 문자 포함)는 주로 이탈리아어 ò, 스페인어 á í ó ú ñ, 포르투갈어 ã õ 등과 같은 외국어 문자를 입력하거나 분음 부호가 붙는 대문자(배열에 사전 구성되지 않음)를 입력할 때 사용한다.

#### 양음 부호
양음 부호(악상 테귀)는 윈도우에서는 Alt + a 입력후, 악센트가 필요한 모음을 입력한다. 자체 키를 사용하여 입력할 수 있다. 리눅스의 경우 Caps Lock + é를 입력하고 모음을 입력한다. 매킨토시 AZERTY 키보드에서는 Alt + Maj + &를 입력하고 모음을 입력한다.
벨기에 AZERTY 키보드에서는 Alt Gr+ù를 입력하고 모음을 입력한다.
윈도우의 프랑스어 키보드에서는 사용할 수 없다.

#### 물결표
물결표는 윈도우에서는 Alt Gr+é 키 조합으로 입력하고, 물결표가 필요한 문자를 입력한다.
매킨토시에서는 Alt + N 키를 입력한 다음, N 키를 입력하여 "ñ"를 출력한다.
벨기에의 AZERTY 키보드에서는 Alt Gr 키 조합으로 입력한다.

### Alt 키
일부 운영체제에서는 Alt 키와 개별 코드를 사용하여 문자를 생성한다. 문자를 입력하려면 숫자 키패드에 관련 코드를 입력하는 동안 Alt 키를 누르고 있어야 한다.
리눅스에서 alt 키는 프랑스어 특수문자를 직접 입력할 수 있다. œ와 æ는 각각 Fr-oss 키보드 배열에서 Alt Gr+o 또는 Alt Gr+a를 각각 사용하여 입력할 수 있으며, 동일한 키 조합과 프랑스어 Shift 키를 사용하여 대문자도 입력할 수 있다. ≤, ≥, 또는 ≠와 같은 다른 유용한 문장 부호는 같은 방법으로 더 쉽게 입력할 수 있다.

### 따옴표 "«", "»"
기메는 화살괄호와 비슷하게 생긴 따옴표의 다른 형태로 프랑스에서 따옴표의 용도로 사용된다.
| « | Alt + 0171 | Alt + 7598 | Alt + 174 | Alt + 686 |
| » | Alt + 0187 | Alt + 7599 | Alt + 175 | Alt + 687 |

미국 국제 키보드 레이아웃을 사용하는 경우 Alt Gr+[ 및 Alt Gr+] 키를 사용할 수 있다. 캐나다 프랑스어를 비롯한 일부 키보드에는 직접 입력할 수 있는 키가 존재한다. 매킨토시 사용자들은 "«" 문자를 ⌥ Opt+\, "»" 문자를 ⌥ Opt+⇧ Shift+\ 형태로 입력할 수 있다. 이는 모든 영어 레이아웃에 적용된다. 프랑스어 레이아웃에서는 ⌥ Opt+7 및 ⌥ Opt+⇧ Shift+7 키를 사용할 수 있다.
X 윈도 시스템을 구동하는 유닉스 계열 운영체제의 경우 사용 중인 레이아웃에 따라서 다르다. 미국 국제 키보드 레이아웃의 경우 "«" 문자를 Alt Gr+[, "»" 문자를 Alt Gr+] 키로 입력할 수 있다. 일부 설정의 경우 "«" 문자를 Alt Gr+z, "»" 문자를 Alt Gr+x 키로 입력할 수 있다. Compose 키가 있는 경우에는Compose+<+< 및 Compose+>+> 키로 입력할 수 있다. IBus 입력기가 설치되어 있는 경우 Ctrl+⇧ Shift+U 키를 누른 다음 해당하는 유니코드 코드 포인트인 AB 및 BB를 눌러서 입력할 수 있다.
마이크로소프트 오피스에서, 미국식 따옴표 (3 키에 위치)를 입력하면 간격을 기준으로 "«" 문자 또는 "»" 문자가 생성된다.

## 프랑스

### 리눅스
많은 종류의 UNIX에 공통되는 윈도우 시스템인 X11에서 자판 배치를 사용자가 개인 취향에 따라 각 키에 서로 다른 기능을 할당할 수 있도록 할 수 있다. 예를 들어, Alt Gr키의 특정 조합을 다른 많은 문자들에 할당할 수 있다.

### 윈도우의 프랑스어 자판배열

#### 누락된 요소
- AZERTY 키보드가 고안된 이후로, 단 한 단어(où [where])에만 사용되는 문자 한 개(ù)는 배치된 반면, œ는 프랑스 철자법에 필수적인 부분이며 œil(눈)과 œuvre(일)과 같은 일반적인 단어에서 사용함에도 불구하고 배치되지 않았다.
- æ: Lætitia [여자 이름] 또는 ex æquo [dead-heat] 등에 쓰인다.
- 줄 바꿈 없는 공백: 줄 끝이나 시작 부분에 구두점 문자가 분리되지 않는 형태이다.
- 기메: 프랑스어에서 사용되는 따옴표, « 및 ».
- 대문자 É, Ç, Œ ... (예: Œdipe [Oedipus])는 타자기 자체나 이전에 언급한 운영 체제에서 사용할 수 없다.

프랑스어를 위해 특별히 개선된 키보드 드라이버를 설치하면 이러한 문제를 해결할 수 있다.
모든 문자를 쉽게 쓰기 위해 WinCompose를 사용할 수 있다. ⎄ Compose , C 조합으로 Ç를 출력할 수 있고, ⎄ Compose < < 조합으로 «를 출력할 수 있으며, ⇪ Caps Lock ç 조합으로 Ç를 출력할 수 있도록 ⇪ Caps Lock으로 악센트 대문자를 쓸 수 있는 옵션도 있다.
일부 워드프로세서 소프트웨어 제품군 중에서는 이러한 격차를 해소하기도 한다. 줄 바꿈 없는 공백은 OpenOffice.org Writer에서는 Ctrl 키와 스페이스바 키 조합으로 입력할 수 있으며 Microsoft Word에서는 Ctrl + Maj [Caps] + Espace [Spacebar] 조합으로 입력할 수 있다.
이러한 차이 외에도 프랑스어 AZERTY 배치에는 Microsoft Windows Vista 운영 체제에 여전히 존재하는 몇 가지 이상한 특징이 있다.
- Maj + ² 조합은 어떤 문자도 생성하지 않는다.
- 두개의 "^"키가 존재 (이 중 하나는 데드 키로 "p"의 오른쪽에 위치하며, 다른 하나는 일반적인 문자 키로 "ç 9" 키에 위치한다.)
- ¦ 이 필요할 때 | 가 생성된다. (단, 이것은 AZERTY만이 아니라 대부분 키보드에서 흔히 볼 수 있는 상황이다. 키보드 제작자의 주요 이슈는 실선 수직 | 키캡은 대문자 I와 혼동될 수 있으므로 점선 수직 ¦ 키캡으로 표현하여 문자가 아니라 기호라는 것을 명확히 알려준다. 실제로 대부분의 타이피스트들은 점선 수직보다는 실선 수직이 필요하기 때문에 실선 수직 키캡을 사용해도 별 문제가 없다.)
- 마침표(.)나 숫자를 입력하려면 Shift 키를 눌러야 하는 반면, 일부 사용이 드문 문자(ù, 세미콜론(;))는 바로 눌러 입력한다.

이로 인해 AZERTY 키보드를 재구성하는 시도가 이어왔지만(주로 ù를 제거하고 AltGr+è와 u를 사용하여 입력하도록 하거나, 마침표와 세미콜론을 교환하는 것) 현재까지 대중화되지 않았다.

### 산업 배열 및 프랑스 표준

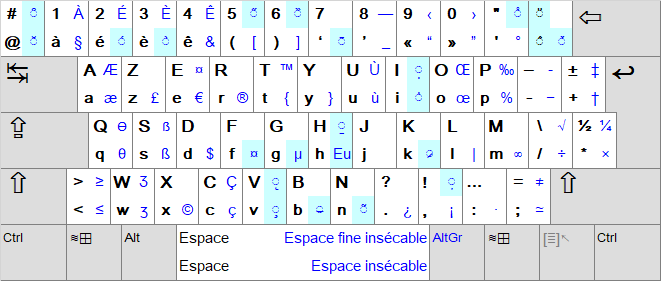
Azerty NFZ71-300/A

2016년 1월 어학 업무를 담당하는 프랑스 문화부는 전통적으로 업계가 제안했던 AZERTY 배열에 대한 대안을 제시하겠다는 의지를 표명했다. 새로운 배열은 프랑스어 철자(É와 같은 악센트 대문자 포함)뿐만 아니라 프랑스의 다른 언어와 라틴 문자로 쓰여진 유럽 언어에 필요한 기호를 완전히 포함시킬 것을 요구하고 있다. AFNOR 표준화를 위한 프랑스 국가 기관이 주도한 이 계획은 개선된 AZERTY와 BÉPO 배열을 모두 공개했다. 당초 2018년 1월까지 공개 예정이었던 이 표준은 2019년 4월에 출시되었다.
이 배열은 26개의 라틴 문자와 10개의 숫자에 대해 동일한 위치를 유지하지만 (일부 악상 문자 및 구두점 기호 등)다른 문자는 이동시켰다. 그리고 다른 기호(Shift, AltGr로 입력가능)를 추가하면서,  기메 « »(프랑스어 따옴표)와, 악상 대문자(À, É, Ç, 그 외에 Œ/œ, Æ/æ) 같이 기본 AZERTY(윈도우의 AZERTY)에서 Alt 코드를 필요로 했던 문자들을 쉽게 입력할 수 있도록 하였다.
그림에서 파란색으로 표시된 데드 키를 사용하여 다양한 분음 부호를 입력하여 여러 언어의 단어를 입력 할 수 있도록 하였다. 그리고 몇 가지 수학 기호도 추가되었다.
AZERTY 배열을 위한 웹사이트가 만들어졌고, 정보, 변경사항의 시각적 정보, 배열을 설치하기 위한 드라이버 링크 및 기타 다양한 자원이 제공되었다.

## 벨기에와 프랑스 AZERTY 자판 배열 차이점

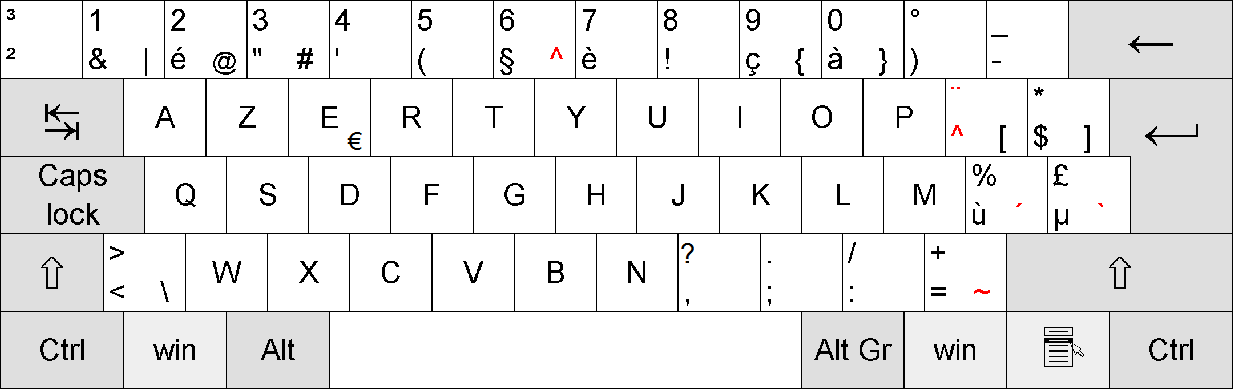
벨기에의 네덜란드어권에서 사용되는 AZERTY 레이아웃은 키표기를 제외하고 프랑스어권과 동일하다.

벨기에의 프랑스어권에서 사용되는 AZERTY 배열은 키표기를 제외하고 네덜란드어권과 동일하다.

리눅스에서 동일한 벨기에 키보드(우분투 9.10)

벨기에 AZERTY 키보드를 사용하면 Alt 키 + 코드를 통한 입력을 할 필요없이 모음에 분음 부호를 붙일수 있다. 이는 각 유형의 분음 부호에 대해 해당 데드 키를 제공함으로써 가능하다.(^ ¨ ´ `, 마지막 두개는 각각 Alt Gr+ù와 µ의 조합으로 생성된다).
다른 키 목록을 왼쪽에서 오른쪽으로, 위에서 아래순으로 살펴 보면 다음과 같다.:
- 첫번째 줄 (숫자 및 기호):
  - Shift + ²키 조합으로, ³을 생성.
  - Alt Gr+& 또는 1 키 조합으로 | 기호 생성.
  - Alt Gr+é 또는 2 키 조합으로 @ 기호 생성.
  - 프랑스 배열과 달리 ' 키 (또는 4 키)에 세번째 기호가 포함되지 않음.
  - 프랑스 배열과 달리 ( 키 (또는 5 키)에 세번째 기호가 포함되지 않음.
  - Alt Gr+§ 또는 6 키 조합으로 ^ 기호 생성. 단, p 키 오른쪽에 있는 ^ 키와 달리, 데드 키가 아니기 때문에, 곡절 악상으로 입력되지 않는다.
  - 프랑스 배열과 달리 è 키 (또는 7 키)에 세번째 기호가 포함되지 않음.
  - 프랑스 배열과 달리 ! 키 (또는 8 키)에 세번째 기호가 포함되지 않음.
  - Alt Gr+ç 또는 9 키 조합으로 { 기호 생성.
  - Alt Gr+à 또는 0 키 조합으로 } 기호 생성.
  - 프랑스 배열과 달리 ) 키 (또는 ° 키)에 세번째 기호가 포함되지 않음.
  - 프랑스 배열과 달리 - 키 또는 _ 키)에 세번째 기호가 포함되지 않음.
- 두번째 줄 (AZERTYuiop 문자):
  - 알파벳 키에는 Alt Gr+e 조합으로 € 기호를 생성하는 것 외에 다른 Alt Gr 코드가 없다.
  - Alt Gr+^ 또는 ¨ (각각 곡절 부호, 트레마 데드 키) 조합으로 [ 기호 생성.
  - Alt Gr+$ 또는 * 조합으로 ] 기호 생성.
- 세번째 줄 (qsdfghjklm 문자):
  - Alt Gr+ù 또는 % 조합으로 ´ 기호 (양음 부호 데드 키) 생성.
  - Alt Gr+µ 또는 £ 조합으로 ` 기호 (억음 부호 데드 키) 생성.
- 네번째 줄 (wxcvbn 문자와 기본문장부호):
  - Alt Gr + < 조합으로 \ 기호 (역슬래시) 생성.
  - : 키 오른쪽의 키인 = + 키는 Alt Gr로 입력할 수 있는 부분적인 데드키 ~가 있다. 스페이스바와 결합하여 물결표를 생성하거나, 문자 위에 물결 부호를 표시할 수 있다(a → ã, A → Ã, n → ñ, N → Ñ, o → õ, O → Õ).

"부분적인 데드키"라는 의미는 해당 키를 누름으로 원하는 기호를 직접 생성하는 경우도 있지만, 키에 표시된 기호중 최소 하나 이상은 두 번째 키를 눌러야 나타난다는 것을 말한다. 독립된 기호를 입력하려면 스페이스바를 눌러야 하며, 그렇지 않은 경우 모음키를 눌러 필요한 분음 형태를 생성해야 한다.
다른 키들은 전통적으로 동일하나 특수키의 이름이 영어로 표기되어 있다. 벨기에는 주로 이중언어(프랑스어, 네덜란드어)체계이자 공식 3중언어(제3외국어, 동부주에서 사용하는 독일어)이기 때문이다.
숫자키패드에서 0 오른쪽의 키는 마침표 또는 쉼표(윈도우에서 두 개의 별도의 키보드 드라이버가 있는 이유)에 해당한다.
벨기에의 네덜란드어 AZERTY 키보드는 maj 대신 shift, verr maj 대신 caps lock으로 표기되어 있다.

## 같이 보기
- QWERTY 자판
- QWERTZ 자판
- 자판 배열